# Ángel Vázquez (entrenador de fútbol)
Ángel Vázquez (Argentina, n. siglo XIX–f. siglo XX) fue un entrenador argentino de fútbol que entrenó a la selección de su país entre el 21 de septiembre de 1924 y el 25 de diciembre de 1925. En total entrenó a la selección doce encuentros, de los cuales ganó cinco, empató siete y no perdió ninguno. Obtuvo el subcampeonato en el Campeonato Sudamericano 1924, compartió el título con Paraguay en la edición 1925 de la Copa Rosa Chevallier Boutell y fue el entrenador atlético del equipo ganador del Campeonato Sudamericano 1925 (actual Copa América). Como otros entrenadores de la época, no cumplía funciones tácticas, sino de preparación física del equipo.
Vázquez dirigió por primera vez un partido de selección el 21 de septiembre de 1924, con motivo de un partido amistoso entre Argentina y Uruguay disputado en Montevideo que terminó 1-1. Luego de dos partidos más con la selección uruguaya, con un empate y una victoria, Vázquez se encontró frente al Campeonato Sudamericano 1924. Argentina jugó tres partidos en ese torneo, ganando uno y empatando los dos restantes; por lo que quedó segundo entre cuatro equipos, dejando la victoria al anfitrión Uruguay. Durante la Copa Rosa Chevallier Boutell de 1925 Vázquez obtuvo dos empates más, obteniendo el título junto a Paraguay, la otra selección participante. Durante el Campeonato Sudamericano 1925 ayudó, como entrenador atlético, a Américo Tesoriere, capitán de selección nacional y por lo tanto considerado director técnico.

## Palmarés
- Copa Rosa Chevallier Boutell 1925 (compartido con Paraguay)[5]
- Campeonato Sudamericano 1925